# Allergeen

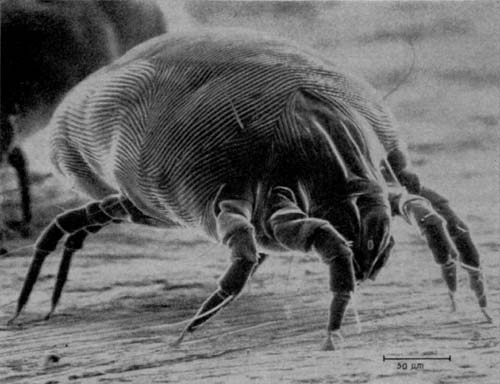
Huisstofmijt

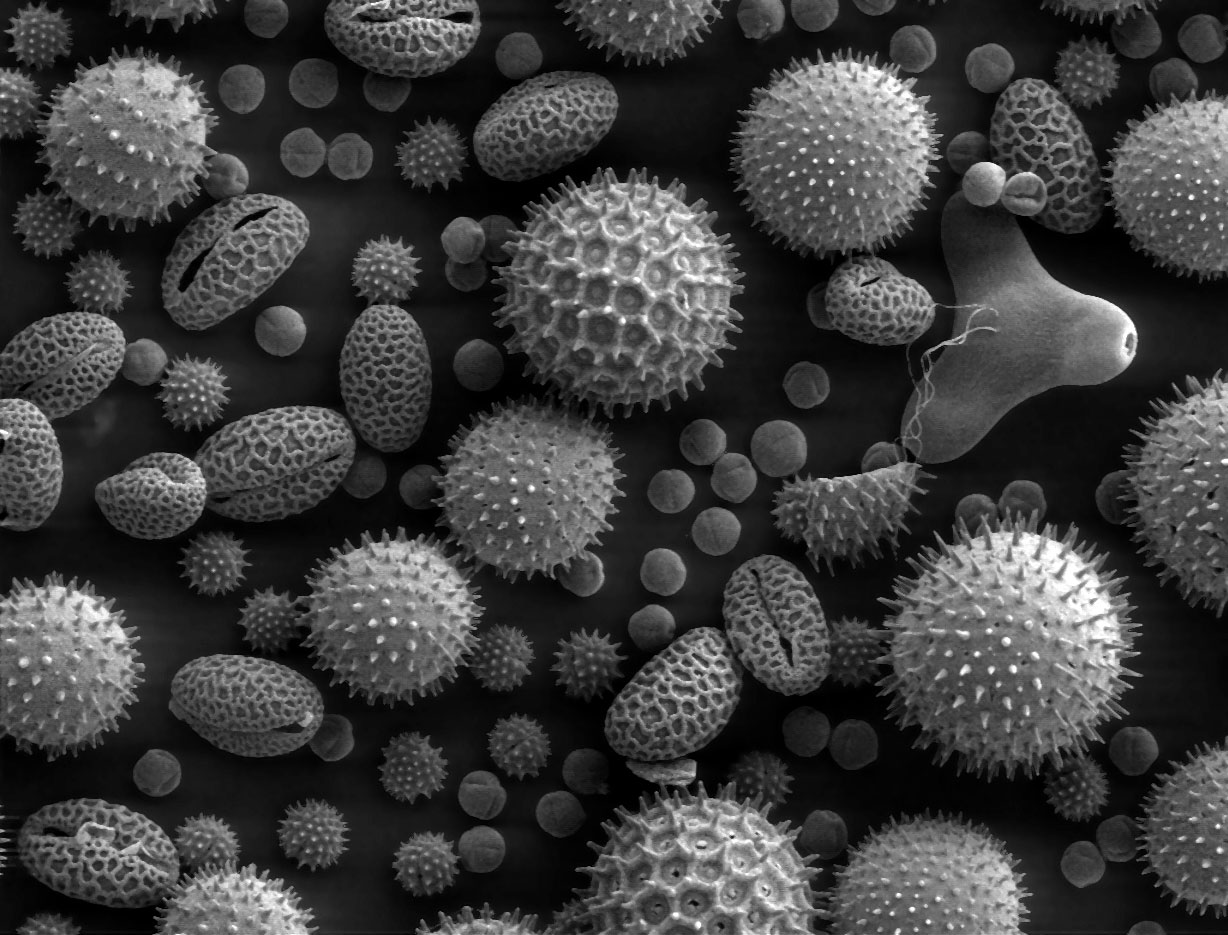
Pollen

Een allergeen is een bestanddeel van een natuurlijke of kunstmatige stof die allergische reacties kan veroorzaken. Klachten die hierdoor ontstaan zijn bijvoorbeeld een loopneus, tranende ogen, jeuk of benauwdheid. Allergische reacties zijn vaak gerelateerd aan aandoeningen als eczeem (huidreacties) en astma (reacties van de luchtwegen).
Het aantal stoffen dat als allergeen kan fungeren is nagenoeg onbegrensd al behoren allergenen enkel tot de groep van proteïnes. Hoe kleiner het molecuul is, hoe kleiner in het algemeen de kans op het opwekken van een allergische reactie. Een klein molecuul kan echter ook als een hapteen fungeren (gebonden aan een ander, groter molecuul) en daardoor in staat om een allergische reactie op te wekken.
Deze allergische reacties kunnen via een aantal verschillende mechanismen verlopen, zie hiervoor allergie.

## Betekenis
De voornaamste betekenis van allergenen ligt erin dat
- mensen die al een bekende allergie hebben het allergeen zo veel mogelijk moeten mijden om geen klachten te krijgen, en dat
- men stoffen met een bekend hoog allergeen potentieel (dat wil zeggen stoffen waarvoor men gemakkelijk allergisch wordt) beter niet in allerlei producten kan gebruiken, met name niet als ze in contact komen met de huid, zoals cosmetica.

Ook worden allergenen gebruikt als middel tot het stellen van een medische diagnose om vast te stellen welke stof(fen) allergische reacties bij de patiënt opwekken. 
Medisch toepasbare allergenen zijn al of niet (meestal wel) gezuiverde extracten uit natuurlijke stoffen of grondstoffen, dan wel kunstmatige chemische stoffen. 

## Indeling
Men kan allergenen in verschillende groepen indelen:

### Naar wijze van blootstelling
- Contactallergenen
- allergeen als gevolg van inhalatie
- allergeen gerelateerd aan voedsel

### Naar oorsprong
Allergeen naar blootstelling aan:
- Hooi
- Huidschilfer (menselijk of dierlijk)
- Huisstof
- Kapok
- Pollen
- Schimmels